# Suruç
Suruç (pronuncia turco : [ˈsuɾut͡ʃ] ; in curdo Pirsûs) è un comune della Turchia, capoluogo dell'omonimo distretto, in provincia di Şanlıurfa.
Il 20 luglio 2015 Suruç è stato teatro di una strage diretta verso membri della Sosyalist Gençlik Dernekleri Federasyonu (Federazione delle Associazioni Giovanili Socialiste), in cui 32 persone sono rimaste uccise e 104 ferite.